# Roscoea pubescens
Roscoea pubescens là một loài thực vật có hoa trong họ Gừng. Loài này được Zhu Zheng Yin miêu tả khoa học đầu tiên năm 1988. Năm 1998, Wu Te Ling giáng cấp nó xuống thành một thứ của Roscoea cautleyoides với danh pháp R. cautleyoides var. pubescens.
Năm 2015, nghiên cứu của Zhang et al. cho thấy R. cautleyoides var. pubescens khác biệt rõ nét với R. cautleyoides var. cautleyoides và phục hồi địa vị loài của nó. Điều này được chấp nhận trong WCSP và POWO.

## Phân bố
Loài này có ở các đồng cỏ ở cao độ khoảng 2.000 m tại huyện cấp thị Tây Xương, tây nam tỉnh Tứ Xuyên, Trung Quốc.

## Mô tả
Gần giống như Roscoea cautleyoides, nhưng mặt xa trục của bẹ lá và phiến lá rậm lông tơ gần như áp ép. Quả nang 2-3.5 cm. Tên gọi trong tiếng Trung là 毛早花象牙参 (mao tảo hoa tượng nha sâm), nghĩa đen là sâm răng voi hoa sớm có lông. hay 毛象牙参 (mao tượng nha sâm) nghĩa là sâm răng voi có lông.